# Jürgen Dönges
Jürgen Dönges, auch bekannt unter dem Künstlernamen Jean-Pierre Valance, (* Mai 1956; † 11. April 2012 in Morsbach) war ein deutscher Schlagerkomponist.
Dönges, in Morsbach wohnhafter gelernter Koch, der zuvor als solcher unter anderem bei der Bundeswehr in Siegen angestellt war, wirkte sowohl als Texter als auch als Komponist für Künstler wie Wolfgang Petry, Bernhard Brink, Jürgen Drews, Wencke Myhre und DJ BoBo. 1981 erschien seine erste und einzige Veröffentlichung unter eigenem Namen, „Ich bin ein deutsches Kindchen“ auf dem Düsseldorfer Punklabel Pure Freude. 1983 erschien die Version der Bläck Fööss von diesem Titel. 
Aus seiner Feder stammten zudem unter anderem die Lieder Irgendwann, irgendwo, irgendwie (Interpret: Jürgen Drews), Verlieben, verloren, vergessen, verzeih’n, Bronze, Silber und Gold und  Weiß der Geier (Interpret: jeweils Wolfgang Petry). 
Dönges wurde für seine Werke mit diversen Goldenen sowie Platin- und Doppelplatin-Schallplatten ausgezeichnet. 
Er schied durch Freitod aus dem Leben. Sein Onkel war der Roman- und Drehbuchautor Günter Dönges.